# Tigridia dugesii
Tigridia dugesii là một loài thực vật có hoa trong họ Diên vĩ. Loài này được S.Watson miêu tả khoa học đầu tiên năm 1885.